# 異聞 始皇帝謀殺
『異聞 始皇帝謀殺』（いぶん しこうていぼうさつ、原題：秦頌）は、1996年の中国映画。秦の始皇帝と彼を暗殺しようとした高漸離の関係をフィクションを交えて描いた歴史映画。
日本では劇場未公開で、1998年にビデオ発売された。

## キャスト
- 始皇帝：チアン・ウェン
- カオ・ジャンリ（高漸離）：グォ・ヨウ
- ユエヤン（櫟陽公主）：シュイ・チン

## スタッフ
- 監督：チョウ・シャオウェン
- 製作総指揮：ジミー・タン
- 脚本：ルー・ウェイ
- 美術：ツァオ・チェウピン
- 音楽：チャオ・チーピン
- 衣装デザイン：トン・ホアミャオ